# 크리스 엘리스 (배우)
크리스 엘리스(Chris Ellis, 1956년 4월 14일 ~ )는 미국의 배우이다.

## 출연 작품
- 수어사이드 쇼 (2017)
- 제사벨 (2014)
- 다크 나이트 라이즈 (2012)
- 틴에이지 더트백 (2009)
- G-포스: 기니피그 특공대 (2009)
- 가스펠 힐 (2008)
- 터미네이터 시리즈 - 사라 코너 연대기 (2008)
- 더 써드 네일 (2007)
- 번 노티스 1 (2007)
- 다이 하드 4.0 (2007)
- 트랜스포머 (2007)
- 빌리브 인 미 (2006)
- 고스트 위스퍼러 시즌1 (2005)
- 살인마 가족 2 (2005)
- 뻔뻔한 딕 & 제인 (2005)
- 아일랜드 (2005)
- 타이거 크루즈 (2004, Tiger Cruise)
- 인 에너미 핸드 (2004)
- 헬터 스켈터 (2004)
- 원더랜드 (2003)
- 러브 리자 (2002)
- 캐치 미 이프 유 캔 (2002)
- 비욘드 더 시티 리미츠 (2001)
- 디스터번스 (2001)
- 혹성 탈출 (2001)
- 왓쳐 (2000)
- 라스트 마샬 (1999)
- 옥토버 스카이 (1999)
- 아토믹 트레인 (1999)
- 펜타곤 워 (1998)
- 더 플라이트 (1998)
- 홈 프라이스 (1998)
- 아마겟돈 (1998)
- 고질라 (1998)
- 왝 더 독 (1997)
- 빈 (1997)
- 콘 에어 (1997)
- 스틱스 & 스톤즈 (1996)
- 더 월 (1996)
- 댓 씽 유 두 (1996)
- 악연의 사슬 (1995)
- 소공녀 (1995)
- 크림슨 타이드 (1995)
- FBI 기동 타격대 7 (1994)
- 첩보원 가족 (1993)
- 나의 사촌 비니 (1992)
- 폭풍의 질주 (1990)
- 톰 소여와 허클베리 핀 (1982)